# Иосиф Аримафейский
Ио́сиф Аримафе́йский (ивр. יוסף הרמתי‎) — иудейский старейшина, в гробнице которого был погребён Иисус Христос; упоминается всеми четырьмя евангелистами в повествовании о погребении Иисуса (Мф. 27:57; Мк. 15:43; Лк. 23:50; Ин. 19:38).

## Иосиф в Евангелиях

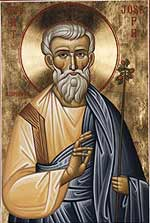
Иосиф Аримафейский

Согласно Евангелию — богатый и знатный член Синедриона из города Аримафеи или Рамафы (Рамы), был последователем Иисуса, но тайным, и не входил в число апостолов.
Именно Иосиф просил у Пилата тело казнённого Иисуса, и, получив разрешение снять его с креста, похоронил в вырубленной в скале гробнице, принадлежавшей ему самому (27:57—60). Вместе с ещё одним учеником Иисуса, Никодимом, Иосиф обвил тело Иисуса плащаницей, которой, по одной из версий, является Туринская плащаница.
В христианстве считается, что погребением в гробнице Иосифа Аримафейского было исполнено мессианское пророчество Исаии: «Ему назначили гроб со злодеями, но Он погребён у богатого» (Ис. 53:9).
В апокрифических текстах — «Евангелии Петра», «Деяниях Пилата» и других — содержатся другие сведения об Иосифе, в большинстве своём легендарные. Так, например, «Евангелие от Петра» сообщает, что Иосиф Аримафейский был личным другом Понтия Пилата.
Память Иосифа в Католической церкви — 17 марта и 31 августа, Православная церковь совершает его память 31 июля и в Неделю жён-мироносиц (3-ю по Пасхе).

## Иосиф и легенда о Граале
История Иосифа получила большое распространение благодаря легенде о Святом Граале — чаше, в которую Иосиф собрал кровь Христа. Различные части этой истории изложены в романе Joseph d’Arimathie (ок. 1215) французского поэта Робера де Борона. Более поздний французский роман Grand St. Graal (1240) послужил основой для английских произведений Joseph of Arimathie и The Holy Grail.
По легенде, Иосиф передал копьё Лонгина некой легендарной личности, оставшейся в истории как «Король-Рыбак». Он же стал и хранителем Святого Грааля. Владение копьём сыграло с «Королём-Рыбаком» злую шутку — он стал евнухом.